# Биллунн (коммуна)
Биллунн (дат. Billund Kommune) — датская коммуна в составе области Южная Дания. Площадь — 536,51 км², что составляет 1,24 % от площади Дании без Гренландии и Фарерских островов. Численность населения на 1 января 2008 года — 26181 чел. (мужчины — 13187, женщины — 12994; иностранные граждане — 1021).
В состав коммуны входят Гриннстед (Grindsted), Биллунн (Billund).

## История
Коммуна была образована в 2007 году из следующих коммун:
- Биллунн (Billund)
- Гриннстед (Grindsted)

## Изображения

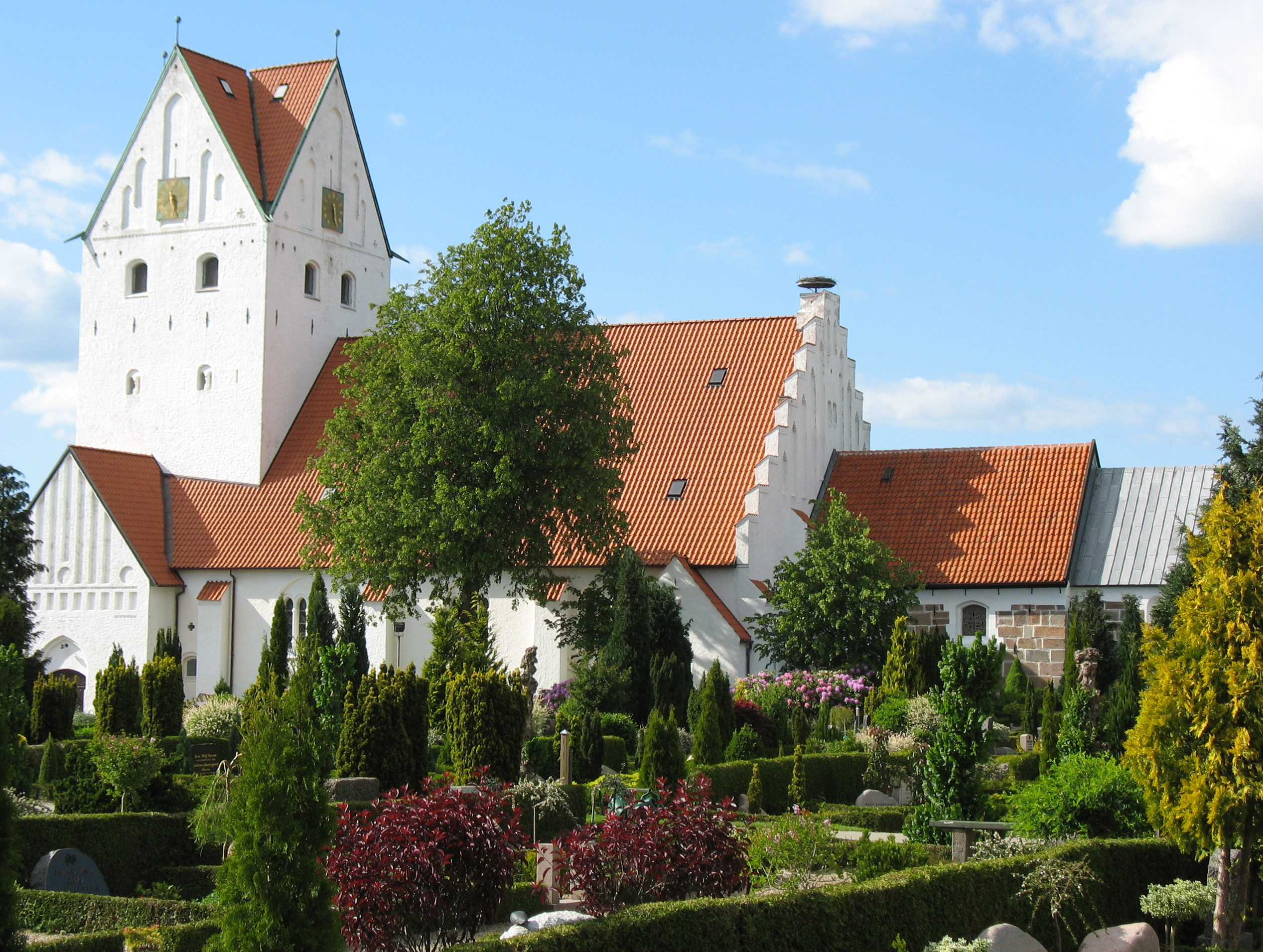
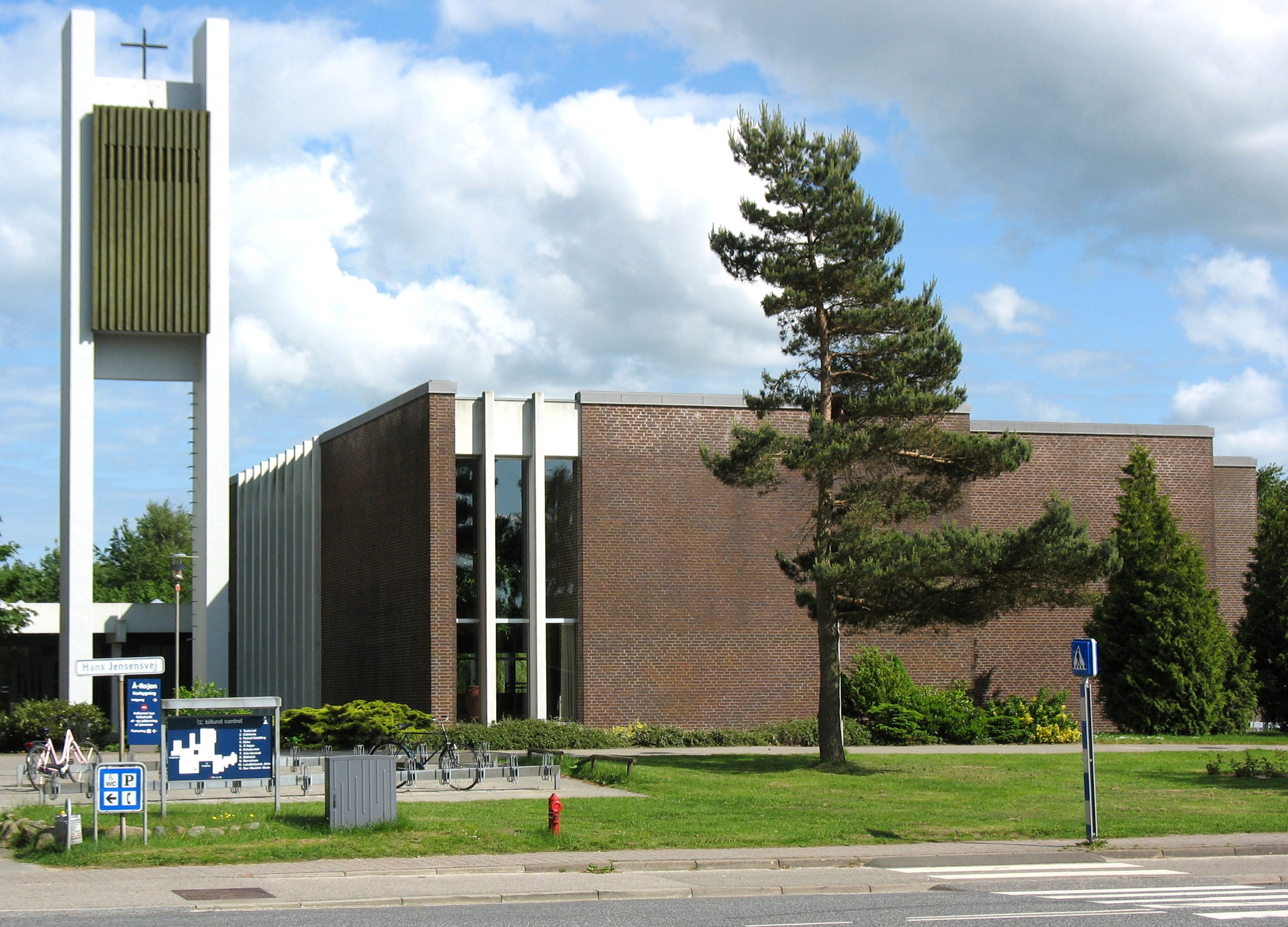
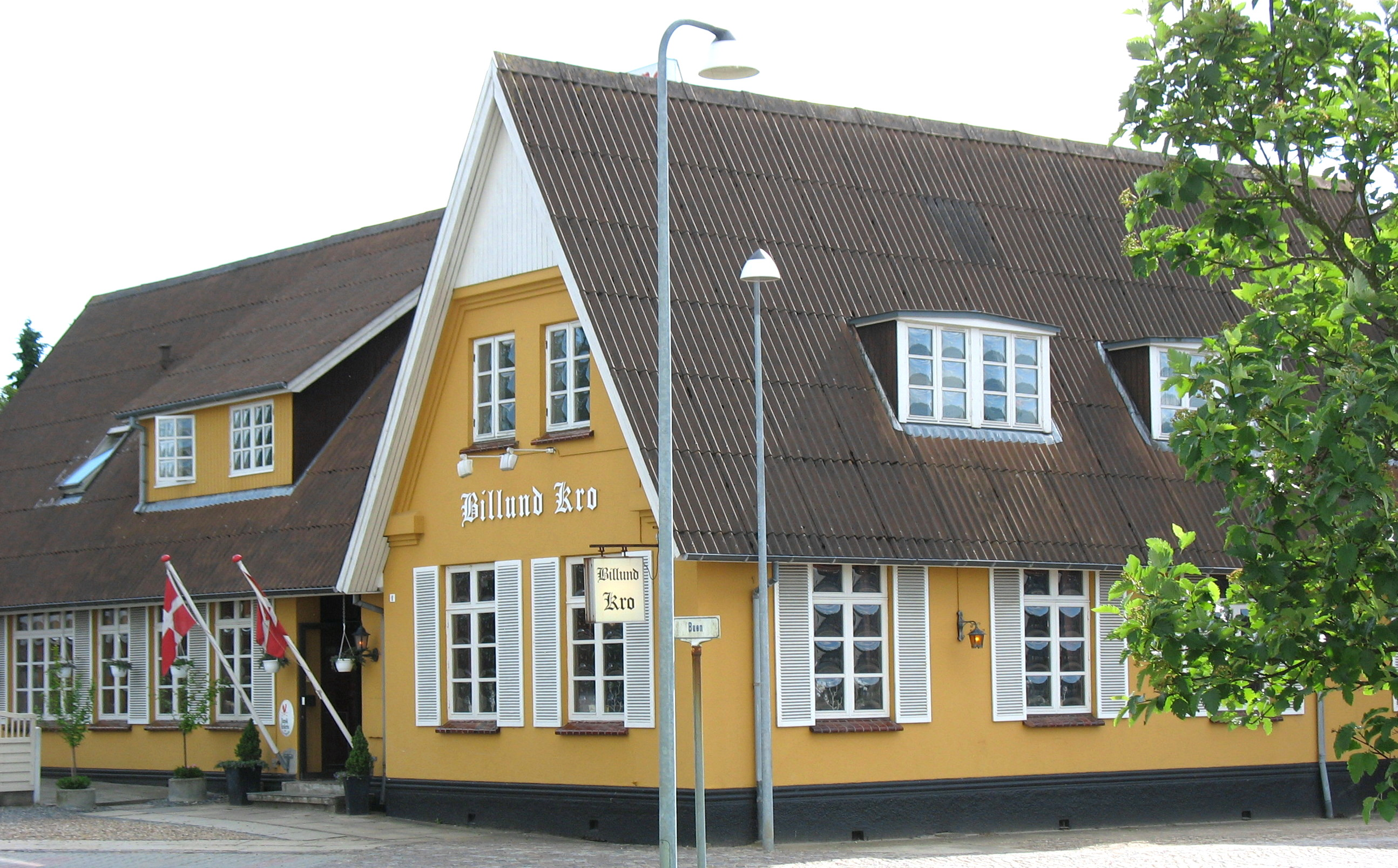